# Hoyales de Roa (kommunhuvudort)
Hoyales de Roa är en kommunhuvudort i Spanien.   Den ligger i provinsen Provincia de Burgos och regionen Kastilien och Leon, i den centrala delen av landet, 140 km norr om huvudstaden Madrid. Hoyales de Roa ligger 805 meter över havet och antalet invånare är 269.
Terrängen runt Hoyales de Roa är lite kuperad. Runt Hoyales de Roa är det glesbefolkat, med 17 invånare per kvadratkilometer. Närmaste större samhälle är Aranda de Duero, 14,4 km öster om Hoyales de Roa. Trakten runt Hoyales de Roa består till största delen av jordbruksmark.